# Нижние Карамалы (Стерлибашевский район)
Нижние Карамалы (баш. Түбәнге Ҡарамалы) — деревня в Стерлибашевском районе Республики Башкортостан Российской Федерации. Входит в состав Бакеевского сельсовета.

## География

### Географическое положение
Расстояние до:
- районного центра (Стерлибашево): 22 км,
- центра сельсовета (Бакеево): 11 км,
- ближайшей ж/д станции (Стерлитамак): 69 км.

## Население
| 2002 | 2009 | 2010 |
| ---- | ---- | ---- |
| 40   | ↘36  | ↘29  |

Согласно переписи 2002 года, преобладающая национальность — русские (72 %).